# Крисе (Саона и Лоара)
Крисе (фр. Crissey) насеље је и општина у источном делу централне Француске у региону Бургоња, у департману Саона и Лоара која припада префектури Шалон сир Саон.
По подацима из 2011. године у општини је живело 2478 становника, а густина насељености је износила 225,89 становника/km². Општина се простире на површини од 10,97 km². Налази се на средњој надморској висини од 178 метара (максималној 191 m, а минималној 172 m).

## Демографија
| 1962. | 1968. | 1975. | 1982. | 1990. | 1999. | 2011. |
| ----- | ----- | ----- | ----- | ----- | ----- | ----- |
| 758   | 910   | 1.068 | 1.283 | 1.514 | 1.840 | 2.478 |

График промене броја становника у току последњих година